# Piskavica (biljni rod)
Piskavica (lat. Trigonella), rod jednogodišnjeg raslinja iz umjerenog i suptropskog Starog svijeta (Europa, Azija, Afrika) i Australije. 
Postoji stotinjak vrsta, od čega nekoliko i u Hrvatskoj: modra piskavica (T. caerulea), kretska piskavica (T. cretica), roščićava piskavica (T. esculenta), grčka piskavica (T. foenum-graecum), sabljasta piskavica (T. gladiata), montpelješka piskavica (T. monspeliaca) i polegla piskavica (T. procumbens).
Generičke granice Trigonelle doživjele su dramatične promjene u prošlim desetljećima. Na temelju mehanizma okidanja cvjetova brojni članovi 'medikagoida' prebačeni su u rod Medicago (Small 1987, Small & al. 1987, Small & Jomphe 1989) i molekularni podaci odobrili su ovaj prijenos (npr. Bena 2001). Međutim, ostatak roda Trigonella i dalje je polifiletski skup s oko 55 vrsta. Iste molekularne studije pokazale su da su sve vrste koje otpuštaju kumarin (uključujući piskavicu) zapravo bliže Melilotusu nego drugim vrstama Trigonella. Zbog prioriteta, potonji bi onda najbolje uključivao sve vrste koje su tradicionalno smještene u Melilotusu. Nekumarinske vrste Trigonella treba podijeliti u nekoliko manjih rodova, neke još nisu opisane. U iščekivanju daljnjih studija Trigonella i Melilotus ovdje se drže kao zasebni rodovi, a iz njih su uklonjene samo 'medikagoidne' vrste. Budući da su Medicago i Trigonella vrlo blisko povezani i morfološki teško razdvojeni.
Trigonella je uglavnom rasprostranjena u području Sredozemlja i Makaronezije, a neke se vrste pojavljuju i u Južnoj Africi i Australiji (Mabberley 2008). Jedna je vrsta, Trigonella foenum-graecum, gospodarski važna (piskavica): uzgaja se za stočnu hranu (uključujući sjeme ptica) ili kao začinska biljka u velikim dijelovima svijeta (ali danas vjerojatno manje). Druga vrsta, Trigonella caerulea, također se prije uzgajala za stočnu hranu i bila je redovita strana u Belgiji, ali se danas može vidjeti samo iznimno. Nekoliko drugih vrsta su korovi na poljoprivrednom zemljištu i ponekad se unose izvan svog prirodnog područja rasprostranjenosti. Prisutnost (zrelih) mahuna neophodna je za identifikaciju vrsta iz roda Trigonella.

## Vrste
Trenutačni popis vrsta uključuje:
1. Trigonella adscendens (Nevski) Afan. & Gontsch.
2. Trigonella afghanica Vassilcz.
3. Trigonella anguina Delile
4. Trigonella aphanoneura Rech.f.
5. Trigonella arabica Delile
6. Trigonella aristata Vassilcz.
7. Trigonella bactriana Vassilcz.
8. Trigonella badachschanica Afan.
9. Trigonella bakhtiarica Ranjbar & Z.Hajmoradi
10. Trigonella balachowskyi Leredde
11. Trigonella balansae Boiss. & Reut.
12. Trigonella berythea Boiss. & Balansa
13. Trigonella bicolor (Boiss. & Balansa) Lassen
14. Trigonella biflora Griseb.
15. Trigonella binaloudensis Ranjbar & Karamian
16. Trigonella brachycarpa (Fisch.) Moris
17. Trigonella cachemiriana Cambess.
18. Trigonella caelesyriaca Boiss.
19. Trigonella caerulea (L.) Ser.
20. Trigonella calliceras Fisch.
21. Trigonella capitata Boiss.
22. Trigonella cariensis Boiss.
23. Trigonella cassia Boiss.
24. Trigonella cedretorum Vassilcz.
25. Trigonella cephalotes Boiss. & Balansa
26. Trigonella cilicica Hub.-Mor.
27. Trigonella coerulescens (M.Bieb.) Halácsy
28. Trigonella corniculata (L.) L.
29. Trigonella cretica (L.) Boiss.
30. Trigonella cylindracea Desv.
31. Trigonella disperma Bornm. ex Vassilcz.
32. Trigonella edelbergii (Sirj. & Rech.f.) Rech.f.
33. Trigonella elliptica Boiss.
34. Trigonella emodi Benth.
35. Trigonella falcata Balf.f.
36. Trigonella filipes Boiss.
37. Trigonella fimbriata Royle ex Benth.
38. Trigonella foenum-graecum L.
39. Trigonella freitagii Vassilcz.
40. Trigonella gharuensis Rech.f.
41. Trigonella glabra Thunb.
42. Trigonella gladiata M.Bieb.
43. Trigonella gontscharovii Vassilcz.
44. Trigonella gracilis Benth.
45. Trigonella grandiflora Bunge
46. Trigonella griffithii Boiss.
47. Trigonella heratensis Rech.f.
48. Trigonella hierosolymitana Boiss.
49. Trigonella ionantha Rech.f.
50. Trigonella iskanderi Vassilcz.
51. Trigonella kafirniganica Vassilcz.
52. Trigonella kargilensis Mittal, Dangi & Ingle
53. Trigonella khalkhalica Ranjbar & Z.Hajmoradi
54. Trigonella koeiei Sirj. & Rech.f.
55. Trigonella korovinii Vassilcz.
56. Trigonella kotschyi Fenzl
57. Trigonella laciniata L.
58. Trigonella lasiocarpa Ranjbar & Z.Hajmoradi
59. Trigonella latealata (Bornm.) Vassilcz.
60. Trigonella laxiflora Aitch. & Baker
61. Trigonella laxissima Vassilcz.
62. Trigonella lilacina Boiss.
63. Trigonella linczevskii Vassilcz.
64. Trigonella lipskyi Sirj.
65. Trigonella lunata Boiss.
66. Trigonella lycica Hub.-Mor.
67. Trigonella macrorrhyncha Boiss.
68. Trigonella marcopoloi Vassilcz.
69. Trigonella maritima Delile ex Poir.
70. Trigonella media Urb.
71. Trigonella mesopotamica Hub.-Mor.
72. Trigonella occulta Delile ex Ser.
73. Trigonella ovalis Boiss.
74. Trigonella pamirica Boriss.
75. Trigonella platyphylla Sam. ex Rech.f.
76. Trigonella plicata (Boiss. & Balansa) Boiss.
77. Trigonella podlechii Vassilcz.
78. Trigonella podperae (Sirj.) Vassilcz.
79. Trigonella popovii Korovin
80. Trigonella procumbens (Besser) Rchb.
81. Trigonella pseudocapitata Contandr. & Quézel
82. Trigonella pycnotricha Rech.f.
83. Trigonella raphanina Boiss.
84. Trigonella rotundifolia (Sm.) Strid
85. Trigonella salangensis Vassilcz.
86. Trigonella schlumbergeri Boiss.
87. Trigonella selcuk-bayraktarii Ilcim
88. Trigonella siunica Vassilcz.
89. Trigonella smyrnaea Boiss.
90. Trigonella spicata Sm.
91. Trigonella spinosa L.
92. Trigonella spruneriana Boiss.
93. Trigonella squarrosa Vassilcz.
94. Trigonella stellata Forssk.
95. Trigonella stenocarpa Rech.f.
96. Trigonella stipitata Ranjbar & Joharchi
97. Trigonella strangulata Boiss.
98. Trigonella suavissima Lindl.
99. Trigonella subenervis Rech.f.
100. Trigonella teheranica Bornm.
101. Trigonella torbatejamensis Ranjbar
102. Trigonella turkmena Popov
103. Trigonella uncinata Banks & Sol.
104. Trigonella velutina Boiss.
105. Trigonella velutinoides Hub.-Mor.
106. Trigonella verae Sirj.
107. Trigonella xeromorpha Rech.f.
108. Trigonella yasujensis Ranjbar, Z.Hajmoradi & Karamian
109. Trigonella zaprjagaevii Afan. & Gontsch.